# Amastus maculicincta
Amastus maculicincta là một loài bướm đêm thuộc phân họ Arctiinae, họ Erebidae.